# Der Taucher
Pour les articles homonymes, voir Taucher.
Der Taucher (Le Plongeur) est une ballade de Friedrich Schiller composée en 1797. Elle raconte l'histoire d'un jeune page qui se jette dans un dangereux gouffre de l'océan, pour y rechercher une coupe en or que le roi avait promise en cadeau à qui irait la chercher. Le page revient avec le précieux objet et raconte son voyage parmi les effrayantes créatures de l'océan. Le roi dans sa cruauté jette une seconde fois sa coupe, promettant cette fois-ci de le faire chevalier et de lui donner sa fille en mariage s'il rapporte la coupe. Le page se jette à l'eau et ne reviendra plus.

## Littérature
- Reinhard Breymayer: Der endlich gefundene Autor einer Vorlage von Schillers „Taucher“: Christian Gottlieb Göz (1746-1803), Pfarrer in Plieningen und Hohenheim, Freund von Philipp Matthäus Hahn? Dans: Blätter für württembergische Kirchengeschichte, 83/84 (1983/1984). Stuttgart [1985], pp. 54-96; pp. 83-96 littérature.
- Garland, Mary: Taucher, Der. Dans: The Oxford Companion to German Literature. By Henry (Burnand Garland) and Mary Garland. Third Edition by Mary Garland. (Oxford; New York; Athen [etc.] 1997), p. 820, col. 2.
- Heinisch, Klaus J[oachim]: Der Wassermensch. Entwicklungsgeschichte eines Sagenmotivs. (Stuttgart 1981), pp. 313-336: Bibliographie.

## Texte intégral
Deux traductions en français existent, celle de Gérard de Nerval (1830) et celle de Xavier Marmier (1854).
- (de) Der Taucher, texte de Schiller
- Le Plongeur, traduction par Xavier Marmier